# André Jacqmain
Pour les articles homonymes, voir Jacqmain.
André Jacqmain, né le 15 janvier 1921 à Anderlecht et mort le 28 janvier 2014 à Uccle est un architecte belge, protagoniste important de l'architecture fonctionnaliste et brutaliste en Belgique dans les années 1960 et 1970, puis de l'architecture postmoderne dans les années 1980, 1990 et 2000 à travers l'Atelier d'architecture de Genval qu'il a fondé en 1967.

## Réalisations
- 1949-1950 : habitation de l'artiste peintre Carlo De Brouckère, à Thourout.
- 1953 : maison Declercq, à Uccle, en collaboration avec le designer Jules Wabbes
- 1957 : immeuble Foncolin (Fonds Colonial des Invalidités), à Bruxelles[2],[3]
- 1958 : habitation du sculpteur Olivier Strebelle, à Uccle
- 1959 : maison des collectionneurs Gigi et Joseph-Berthold Urvater, à Rhode-Saint-Genèse[4],[5]
- 1960 : maison Rombaut, avenue Armand Huysmans 196, à Ixelles.
- 1962 : maison Gillain à Uccle, en collaboration avec Jules Wabbes.
- 1963-1967 : immeuble Glaverbel à Watermael-Boitsfort, en collaboration avec Renaat Braem, Pierre Guillissen et Victor Mulpas[6],[7],[8],[9]
- 1968 : restaurant universitaire du Sart Tilman (université de Liège, Liège).
- 1970-1975 : place des Sciences et Bibliothèque des Sciences à Louvain-la-Neuve, pour l'université catholique de Louvain[10],[11].
- 1970 : home des étudiants de l'université de Liège dans le domaine du Sart Tilman (Liège).
- 1976-1990 : plan général et plusieurs villas dans l'urbanisation Caló d'en Real (Ibiza)
- 1981 : faculté de droit de l'université de Liège (avec Claude Strebelle et Daniel Boden) dans le domaine du Sart Tilman (Liège).
- 1989 : club house du golf du château de la Bawette à Wavre

Depuis le 18 novembre 2017, la bibliothèque des Sciences abrite le Musée L, le musée universitaire de Louvain-la-Neuve,.

Bibliothèque et place des Sciences à Louvain-la-Neuve
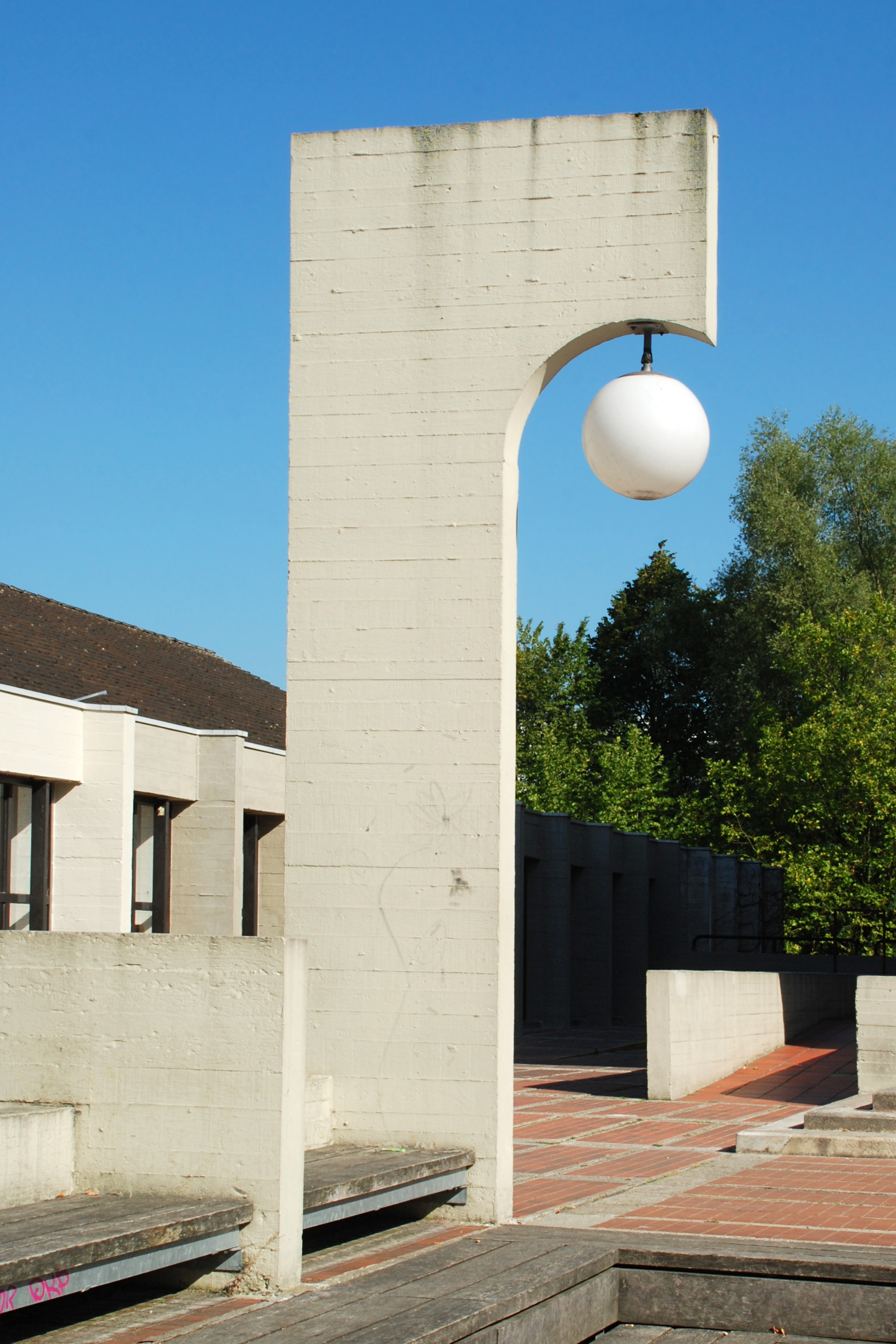
Place des Sciences.
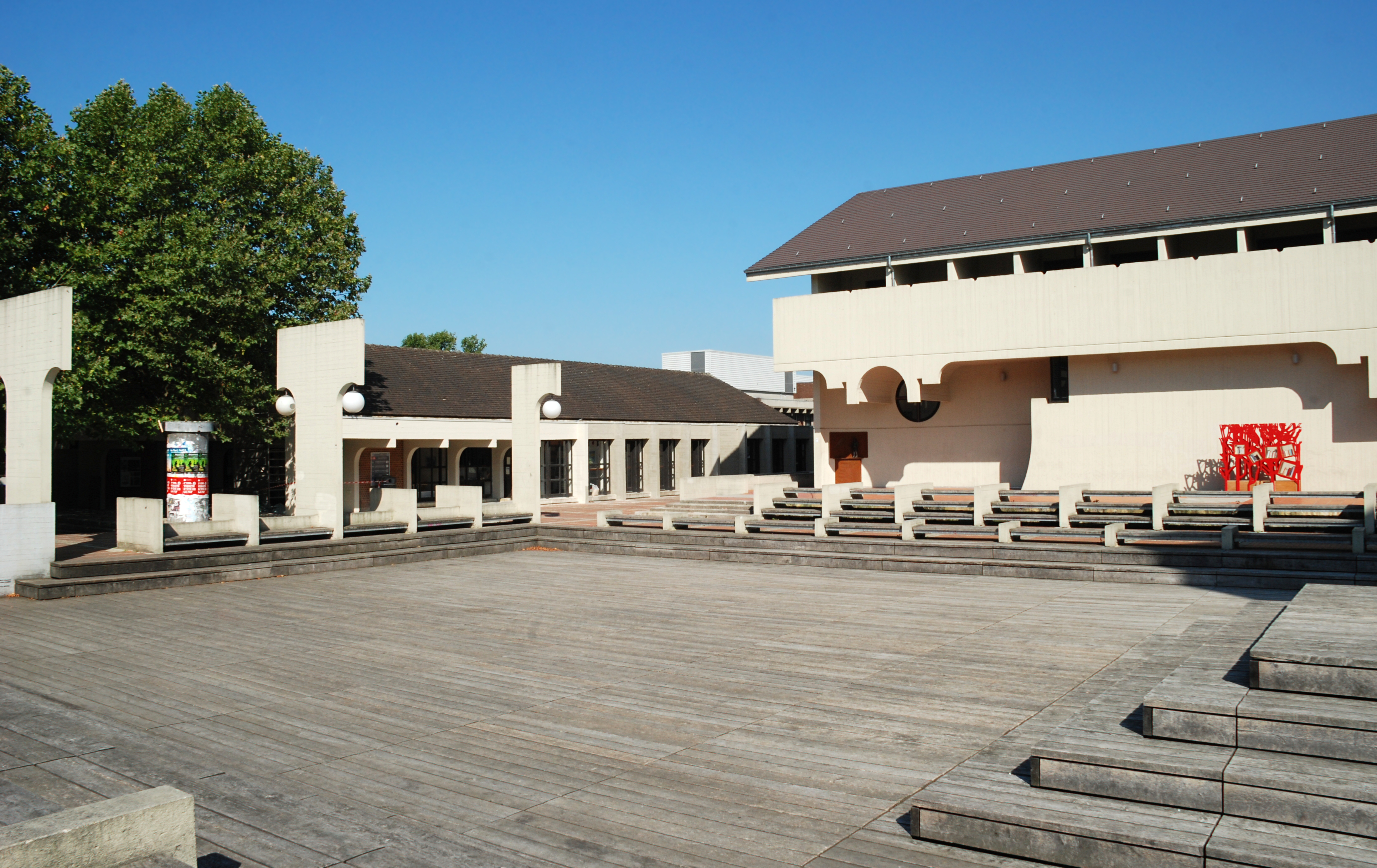
Place des Sciences.
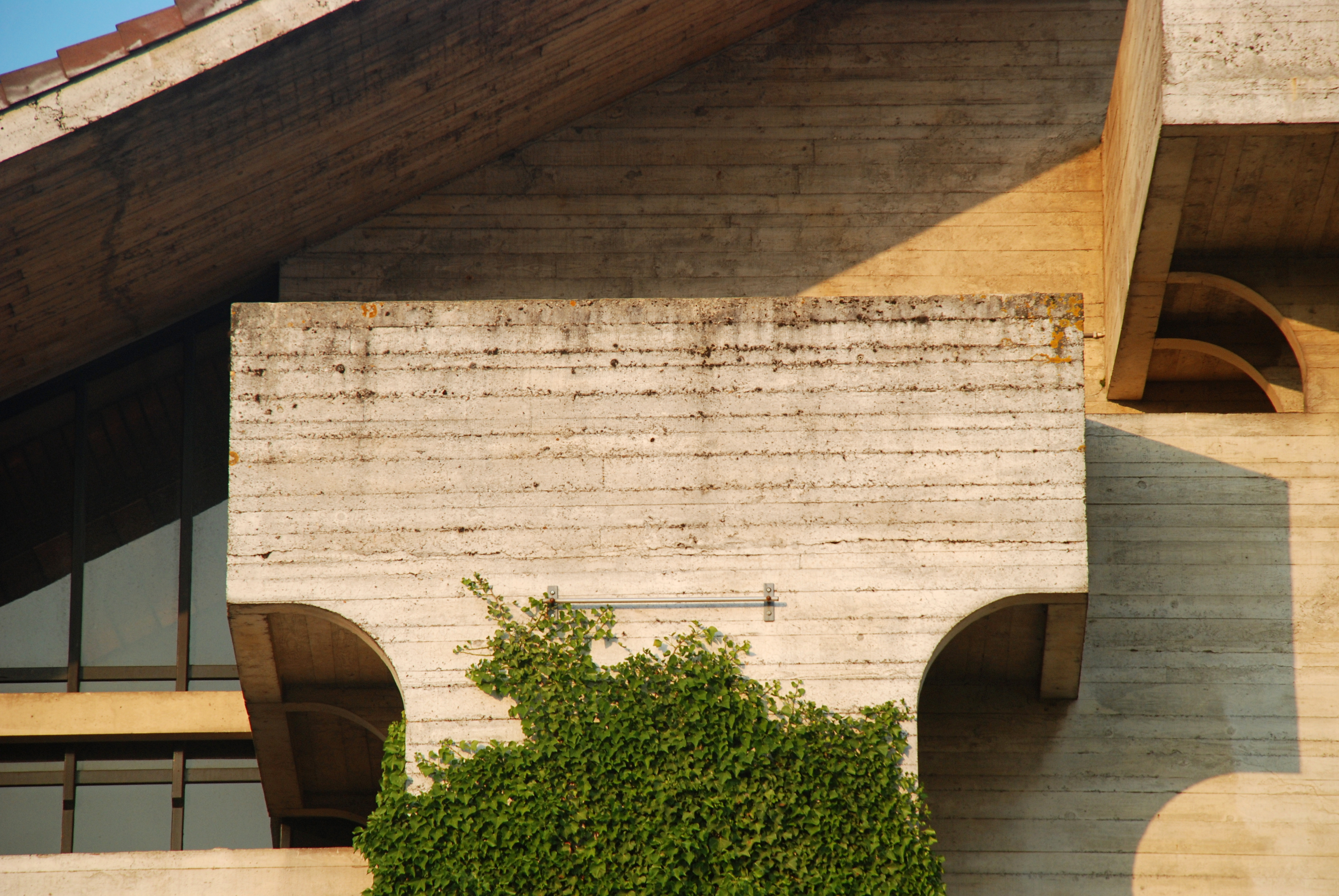
Balcon de la bibliothèque des Sciences.
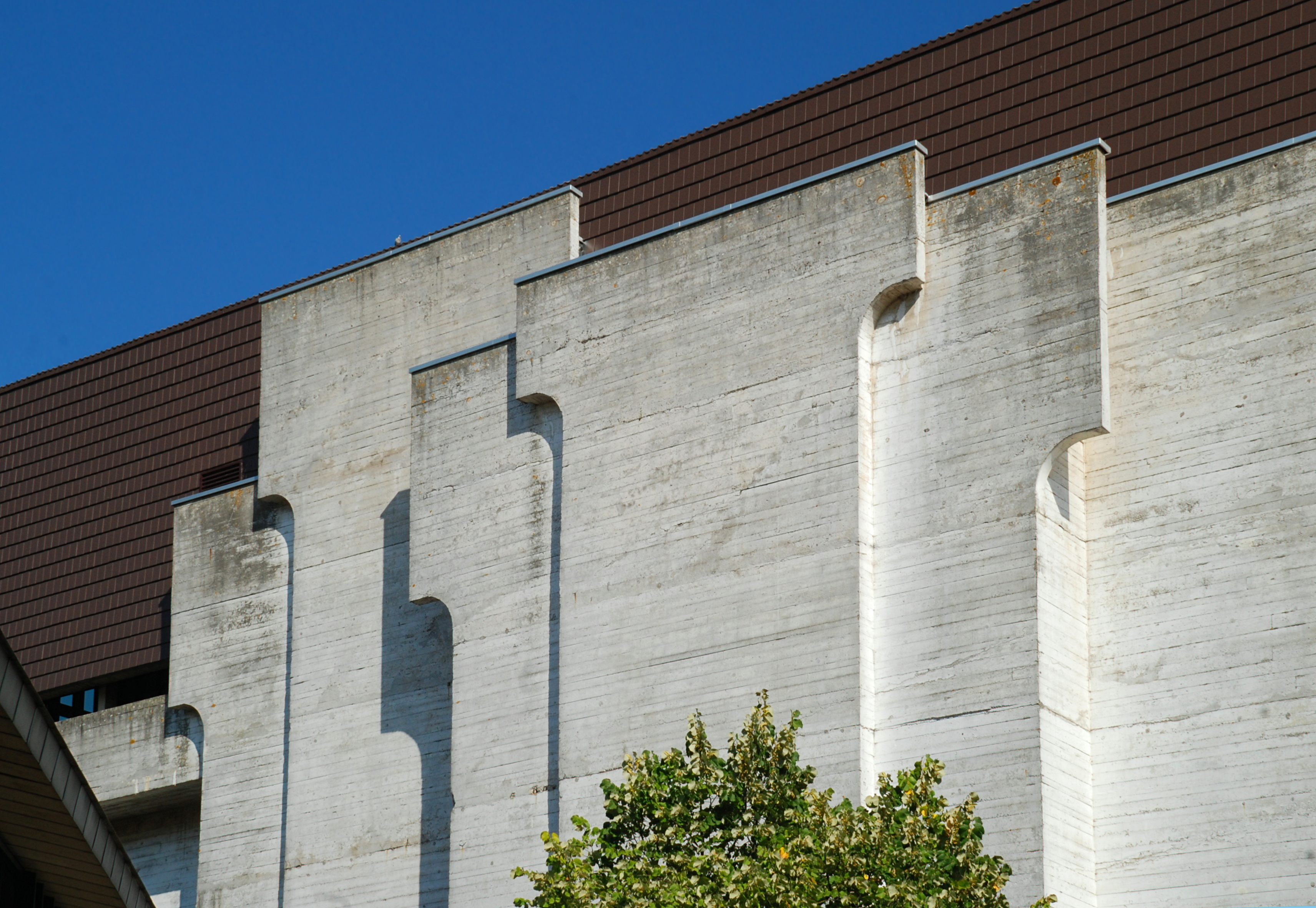
Pilastres de la bibliothèque des Sciences.

## Œuvres
- André Jacqmain et l'Atelier de Genval avec la collaboration de Pierre Loze, Entretiens sur l'architecture, EIFFEL éditions, 1988, Bruxelles. D/1988/5298/I